# Waldon
Waldon is een plaats in Contra Costa County in Californië in de VS.

## Geografie
De totale oppervlakte bedraagt 1,7 km² (0,7 mijl²) wat allemaal land is.

## Demografie
Volgens de census van 2000 bedroeg de bevolkingsdichtheid 3002,8/km² (7755,9/mijl²) en bedroeg het totale bevolkingsaantal 5133 dat bestond uit:
- 75,43% blanken
- 2,05% zwarten of Afrikaanse Amerikanen
- 0,33% inheemse Amerikanen
- 15,72% Aziaten
- 0,25% mensen afkomstig van eilanden in de Grote Oceaan
- 2,24% andere
- 3,97% twee of meer rassen
- 6,18% Spaans of Latino

Er waren 3086 gezinnen en 1018 families in Waldon. De gemiddelde gezinsgrootte bedroeg 1,66.

## Plaatsen in de nabije omgeving
De onderstaande figuur toont nabijgelegen plaatsen in een straal van 8 km rond Waldon.